# 막스 그라델
막스알랭 그라델(프랑스어: Max-Alain Gradel, 1987년 11월 30일 ~ ) 은 코트디부아르의 축구 선수로, 현재 사카리아스포르 소속이다.
막스는 2010년 11월에 코트디부아르 국가대표팀으로 처음 차출되었다. 2011년 6월 5일, 그는 자국 국가대표로 처음 출전하였다. 2011년 4월 30일, 그라델은 리즈에서 활약했던 시절에 팬 선정 올해의 선수와 올해의 선수상을 모두 받았다.

## 구단 경력
루이샹 대학교 축구 아카데미는 프랑스 파리에 정착했을 때 막스 그라델이 처음 들어선 곳으로, 2004년 당시 감독이었던 아론 자코브가 그의 스승이었다. 그는 네덜란드에서 열린 본 조르노 컵에 참가하였고, 무실점으로 대회 우승컵을 차지하였는데, 막스는 이 과정에서 팀의 17골 중 12골을 득점하였다. 그는 댈러스 컵에 팀과 함께 참가할 예정이었으나, 프로 계약 제의를 받자 불참하기로 결정하였다. "루이샹 대학교의 모든것은," 막스가 언급하였습니다. "우리는 모두 축구 아카데미의 우수 학생이었습니다; 저는 제가 기회를 잡아 돌파할 수 있었다고 생각합니다."
막스는 코트디부아르 거주 시절인 2세 때부터 축구를 시작하였다. 루이샹 대학교를 떠난 후, 막스는 아스널, 첼시, 웨스트햄 유나이티드, 그리고 레스터의 트라이얼 제의를 받았고, 아스널에서 4개월을 머무른 뒤 레스터와 계약하였다. 이곳에서 그는 리즈 유나이티드로 이적하여 챔피언십 경기에 정기적으로 출전하였다.
이 윙어는 2007년 5월 5일, 2007-08 시즌을 앞두고 등번호를 받았다. 2007년 5월 5일, 그는 에리크 오이앙보, 앤디 킹, 그리고 칼 펜트니 등의 7명의 다른 선수들과 함께 레스터와 프로 계약을 체결하였다.

### 본머스 임대
8월 6일, 마틴 앨런은 그라델을 콘러드 로건과 함께 다가오는 시즌을 위해 임대를 갈 수 있도록 하였다. 2007년 8월 9일, 그라델은 본머스로 처음에는 한달간 임대되었고, 이 계약은 이적 시장 마지막 날인 8월 31일에 한 시즌으로 연장되었다. 그러나, 그는 10월 초에 모친상을 당하면서 체리 군단을 소속으로 많은 경기에 출전하지 못하였다. 그 결과, 그는 케빈 본드 본머스 감독으로부터 잉글랜드로 돌아올 때까지 충분한 시간을 허락받았다.
그는 2008년 1월 3일에 레스터로 일찍 복귀하였고, 본드는 그를 본머스에 한시즌 더 임대로 활약하기를 원하였으며, 1월 11일에 잔여 기간동안의 계약을 확정지었다. 그라델은 본머스에서 뽐낸 기량으로 레스터로부터 3년 계약 제의를 받았고, 2월 6일에 합의를 보았다.

### 레스터 복귀 및 승격
그는 2008년 8월 9일, 밀턴케인스 던스와의 리그 경기에서 레스터 소속으로 처음 출전하였고, 워커스 스타디움에서 열린 이 경기에서 그는 한골을 도와 레스터의 2-0 승리에 일조하였다. 8월 14일, 그라델은 2012년 6월까지 유효한 연장 계약서에 서명하였다. 2009년 1월 14일, 크리스털 팰리스에게 1-2로 패한 FA컵 경기에서 첫 1군 득점에 성공하였고, 2월 28일, 2-2로 비긴 밀턴케인스 던스전에서는 인저리 타임에 프리킥 동점골을 넣으면서 리그 1호골에 성공하였다. 그의 밀턴케인스 던스 원정경기 프리킥 골은 4월 23일, 레스터 시티 서포터스 클럽에 의해 시즌의 골로 선정되었다. 그라델은 레스터 소속으로 모든 대회를 통틀어 32경기에 출전하였고, 리그 우승팀으로써 챔피언십 승격을 확정지었다. 그러나, 다음 시즌에 그라델은 리그 컵 1경기 출전에 그쳤다.

### 리즈 유나이티드

#### 2009–10 시즌
2009년 10월 19일, 그라델은 리즈 유나이티드에 1달 임대로 합류하였다. 그는 같은날 저녁, 2-1로 이긴 노리치 시티전에서 교체 출전하며 데뷔하였다. 그라델은 10월 31일, 요빌 타운과의 경기에서 교체 투입 몇분만에 리즈 이적 후 첫 골을 득점하였고, 이는 관중이 "그레이슨은 그를 영입하라"라는 구호를 외치도록 하였다.
사이먼 그레이슨 리즈 감독은 본래 한달이었던 임대 기간을 연장하기 원한다고 밝혔다. 그라델 또한 리즈로의 임대 계약 연장을 반겼고, 영구 이적하면 더 좋을것이라고 덧붙였다. 레스터는 그라델이 리즈와 올덤 애슬레틱과의 FA컵 경기에 출전하는 것을 허락하지 않았다. 그라델은 3-1 승리를 거둔 그림스비 타운과의 경기에서 첫 선발 출전을 하였고, 그가 날린 크로스가 올리버 랜커셔의 자책골이 되면서 팀의 선제골을 유도하였다. 이 경기는 그라델의 기존 1달 임대기간동안 뛸 마지막 경기가 될 예정이었다. 임대 기간은 11월 13일에 2010년 1월 2일까지로 연장되었다.
그라델은 리즈 벤치에서 교체 투입된 후 89분에 레이튼 오리엔트를 상대로 결승골을 뽑아내었다. 그는 올덤과의 경기에서 리즈 소속으로는 처음으로 선발 출전하였다. 그는 같은 경기에서 닐 킬케니와 루치아노 베키오의 두 골을 도왔다. 그라델은 허더스필드 타운과의 서요크셔 더비 경기에서 교체된지 3분만에 득점하였다. 그는 로버트 스놋그래스가 징계로 빠지게 되자 브렌트퍼드와의 리그 경기에서 또다시 선발로 출전하였다.
그라델은 사우샘프턴 전에서 저메인 백퍼드와 교체되어 출전하였으며, 같은 경기에서 투입 직후에 스놋그래스의 슛이 상단 우측의 골네트를 가르면서 리즈의 승리가 되었다. 그라델은 레스터로 복귀하면서 이적 제안서를 제출하였고, 그는 1월 25일, 비공개 이적료에 리즈 유나이티드와 2년 반짜리 계약을 체결하였다. 그의 리즈 정식 계약 후 첫 경기는 0-3으로 패한 스윈던 타운전으로, 그는 후반전에 교체로 출전하였다.
패한 토트넘 홋스퍼와의 FA컵 경기에서 결장한 후, 그라델은 하틀풀 유나이티드전에서 선발 라인업에 복귀하였고, 이 경기에서 2-2 무승부를 거두었다. 그는 이어지는 칼리슬 유나이티드전에서도 선발로 출전하여 토너먼트 2차전에서 3-2 승리에 공헌하였으나, 승부차기에서 그라델이 페널티킥을 성공시키고도 5-6으로 패하면서 탈락하였다. 저메인 백퍼드가 부상에서 복귀하자, 그라델은 다시 리즈의 벤치로 돌아갔다.
그라델은 리즈가 2-1로 이긴 요빌 타운전에서 MVP로 선정되었다. 이어지는 다음 경기에서, 그라델은 자신의 자리를 확고히 하였고, 2-0으로 이긴 사우스엔드 유나이티드전에서 골을 추가하였다. 이후, 그는 칼리슬 유나이티드 전에서도 득점하며 3-1 승리에 도움을 주었느네, 그라델은 선제골을 득점하였고, 루치아노 베키오는 멀티골을 기록하였다. 그라델의 리즈 6호골은 4-1 승리를 거둔 밀턴케인스 던스전에서 나왔다. 브리스톨 로버스와의 2009-10 시즌 최종전에서 그라델은 폭력적인 행각으로 퇴장당하였고, 순간의 분노로 그는 전반전에 경기장을 퇴장하기를 거부하였으나, 리즈는 경기를 2-1로 이기고 챔피언십으로 승격하였다.

#### 2010–11 시즌
7월 31일, 엘런드 로드에서 열린 프리미어리그 소속의 울버햄프턴 원더러스와의 프리시즌 경기에서 브리스톨 로버스전 퇴장 이후로는 처음으로 엘런드 로드 경기를 치르었고, 3-1로 이겼다. 그라델은 먼 거리에서 득점을 성공시켰다. 그라델이 전 시즌에 퇴장 당한 것과 경기장을 나가기를 거부한 것에 대해 4경기 출장 정지 징계가 내려졌다. 징계가 풀린 후, 그라델은 그의 친정팀 레스터와의 리그 컵 2라운드 경기에서 시즌 첫 선발출전을 하였다. 그는 다비데 솜마의 결승골을 도왔다. 그의 첫 리그 출장 경기는 바로 다음 경기인 왓퍼드와의 경기였고, 그는 후반전에 교체 투입되어 1-0 승리를 거두었다. 료이드 샘이 9월 11일의 스완지 시티전에서 빠지게 되자, 그라델은 처음으로 선발 출전을 하였다. 그라델은 스컨소프 유나이티드전에서 첫 챔피언십 골을 기록하였다. 그라델은 코번트리 시티와의 경기에서 페널티킥으로 시즌 2호골을 넣었다. 그라델의 시즌 3호골은 노리치 시티전에서 나왔다. 0-2로 밀리다 3-2로 대역전극을 펼친 번리 전에서, 그라델은 시즌 4호골을 성공시켰다. 12월 18일, 그라델은 리그 선두 퀸스 파크 레인저스와의 경기에서 시즌 5, 6호골을 성공시키며, 팀의 2-0 완승을 견인하였다. 그의 친정팀인 레스터 시티와의 경기에서, 그라델은 시즌 7호골을 헤딩으로 넣었다.
그라델은 리즈에서 보인 기량으로 프리미어리그 클럽들의 관심을 모았고, 그라델은 포츠머스전에서 시즌 8호골을 성공시켰다. 뉴캐슬 유나이티드는 그라델에 관심을 가졌고, 사이먼 그레이슨 감독은 그의 매각을 계획하지 않았다고 확인시켰다. 12월의 인상적인 활약 후, 그라델은 챔피언십 이달의 선수 후보들 중 한명으로 이름을 올렸다. 1월 8일, 그라델은 아스널전에서 페널티킥을 얻어내었고, 로버트 스놋그래스가 성공시키면서, 리즈는 1-1의 값진 무승부를 거두었다. 1월 15일, 그라델은 스컨소프 유나이티드전에서 시즌 9호골을 달성하였다. 그라델은 브리스톨 시티전에서 집계된 득점 횟수를 두자리로 늘렸다. 2월 22일, 그는 반슬리와의 홈경기에서 11, 12호골을 득점하였다. 5-2의 대승을 거둔 던캐스터 로버스전에서, 그라델의 13, 14호 골이 터졌다. 그라델의 2010-11 시즌 리즈에서의 활약은 사이먼 그레이슨 감독으로부터 칭찬을 받기에 이르렀다. 4월 2일, 그라델은 노팅엄 포리스트전에서 15, 16호골을 기록하였다. 그라델은 1-2로 진 더비 카운티전에서도 1골을 추가하며 시즌 통산 득점 횟수를 17로 늘렸다. 4월 30일, 그라델은 리즈의 연간 시상식에서 2010-11 시즌 올해의 선수상과 선수 선정 올해의 선수상을 받았다. 수상 후, 그라델은 리즈 잔류를 희망하며, 팀이 프리미어리그로 승격할 수 있도록 돕겠다고 선언하였다. 그라델은 또한 리즈와의 연장계약 의사를 밝혔다. 2-1로 승리한 퀸스 파크 레인저스와의 리즈 시즌 최종전에서, 그라델은 시즌 18호골에 성공하였다. 2011년 여름, 그라델은 독일 클럽 함부르크에 관심을 가졌다는 루머가 나왔다.

#### 2011–12 시즌
몇 클럽들이 그라델의 영입에 관심을 가지고 그의 미래에 대한 추측이 나올때, 그는 7월 24일에 리즈 잔류를 희망한다는 것을 확인시켰다. 8월 2일, 그라델은 리즈 잔류 의사를 확정지었으나, 클럽이 아직 새 계약서를 제시하지 않았다. 8월 4일, 그라델은 코트디부아르 국가대표팀 차출이 확정되어 브래드퍼드 시티와의 리그 컵 경기를 결장하는 것으로 확인되었다. 그라델은 사우샘프턴과의 2011-12 시즌 첫 경기에서 막판에 페널티킥을 성공시켰으나, 1-3으로 패하면서 이는 영패를 면하는데 그친 것으로 증명되었다. 미들스브러와의 경기에서, 그라델은 초반에 두 차례의 경고누적으로 퇴장당하였고, 이어서 팀 동료 존 호슨도 똑같은 방식으로 퇴장하였고, 경기는 패배로 끝났다. 그라델은 징계로 한 경기를 결장한 후 8월 21일 웨스트햄 유나이티드전에 출전하였고, 같은 경기에서 리즈의 페널티킥을 실축하였다. 그라델의 마지막 리즈 경기는 1-2로 패한 입스위치 타운전이었다.

### 생테티엔
2011년 8월 30일, 그라델은 프랑스의 생테티엔에 비공개 이적료로 합류하였다. 그는 클럽과 4년 계약을 체결하였다. 그는 클럽 입단식에서 등번호 9번의 유니폼을 받았다.

## 국가대표팀 경력
그라델은 리즈로의 이적이 코트디부아르 국가대표팀에서 향후 활약하기 위한 것이며, 2010년 FIFA 월드컵에 참가할 가능성을 얻기 위한 일이었다고 밝혔다. 그가 처음으로 코트디부아르 국가대표팀에 차출된 때는 2010년 11월 11일이었고, 상대는 폴란드였다. 2011년 3월 21일, 그라델은 베냉과의 아프리카 네이션스컵 예선전을 앞두고 또다시 차출되었다. 2011년 6월, 그라델은 2011년 6월 5일에 가질 베냉전을 앞두고 국가대표팀에 소집되었다. 이 경기는 코트디부아르의 6-2 완승으로 끝났는데, 그라델은 이 경기 54분에 교체 투입되어 데뷔전을 치르었다.
8월 4일, 그라델은 이스라엘전을 앞두고 코트디부아르 국가대표팀에 차출되어 리즈의 브래드퍼드 시티 리그컵 경기에 결장할 것이라고 밝혔다. 2011년 8월 10일, 그라델은 코트디부아르가 4-3으로 이긴 이 경기에서 처음으로 선발 출전하였다.

## 경력 통계
2017년 4월 8일
| 클럽            | 시즌      | 리그 | 리그 | FA컵 | FA컵 | 리그 컵 | 리그 컵 | 기타 | 기타 | 합계 | 합계 |
| 클럽            | 시즌      | 출장 | 골   | 출장 | 골   | 출장    | 골      | 출장 | 골   | 출장 | 골   |
| --------------- | --------- | ---- | ---- | ---- | ---- | ------- | ------- | ---- | ---- | ---- | ---- |
| 레스터 시티     | 2007–08   | 0    | 0    | 0    | 0    | 0       | 0       | 0    | 0    | 0    | 0    |
| 레스터 시티     | 2008–09   | 27   | 1    | 2    | 1    | 2       | 0       | 1    | 0    | 32   | 2    |
| 레스터 시티     | 2009–10   | 0    | 0    | 0    | 0    | 1       | 0       | 0    | 0    | 1    | 0    |
| 레스터 시티     | 합계      | 27   | 1    | 2    | 1    | 3       | 0       | 1    | 0    | 33   | 2    |
| 본머스 (임대)   | 2007–08   | 15   | 4    | 2    | 1    | 1       | 0       | 1    | 0    | 19   | 5    |
| 본머스 (임대)   | 2007–08   | 19   | 5    | 0    | 0    | 0       | 0       | 0    | 0    | 19   | 5    |
| 본머스 (임대)   | 합계      | 34   | 9    | 2    | 1    | 1       | 0       | 1    | 0    | 38   | 10   |
| 리즈 유나이티드 | 2009–10   | 14   | 3    | 0    | 0    | 0       | 0       | 2    | 0    | 16   | 3    |
| 리즈 유나이티드 | 2009–10   | 19   | 3    | 0    | 0    | 0       | 0       | 1    | 0    | 20   | 3    |
| 리즈 유나이티드 | 2010–11   | 41   | 18   | 2    | 0    | 1       | 0       | 0    | 0    | 44   | 18   |
| 리즈 유나이티드 | 2011–12   | 4    | 1    | 0    | 0    | 1       | 0       | 0    | 0    | 5    | 1    |
| 리즈 유나이티드 | 합계      | 78   | 25   | 2    | 0    | 2       | 0       | 3    | 0    | 85   | 25   |
| 생테티엔        | 2011–12   | 29   | 6    | 0    | 0    | 1       | 0       | 0    | 0    | 30   | 6    |
| 생테티엔        | 2012–13   | 23   | 3    | 0    | 0    | 3       | 0       | 0    | 0    | 26   | 3    |
| 생테티엔        | 2013–14   | 17   | 5    | 0    | 0    | 1       | 0       | 0    | 0    | 18   | 5    |
| 생테티엔        | 2014–15   | 31   | 17   | 1    | 0    | 1       | 0       | 7    | 0    | 31   | 17   |
| 생테티엔        | 2015–16   | 0    | 0    | 0    | 0    | 0       | 0       | 1    | 0    | 1    | 0    |
| 생테티엔        | 합계      | 100  | 31   | 1    | 0    | 6       | 0       | 8    | 0    | 115  | 31   |
| 본머스          | 2015–16   | 14   | 1    | 0    | 0    | 0       | 0       | —    | —    | 14   | 1    |
| 본머스          | 2016–17   | 11   | 0    | 0    | 0    | 2       | 1       | —    | —    | 13   | 1    |
| 본머스          | 합계      | 25   | 1    | 0    | 0    | 2       | 1       | 0    | 0    | 27   | 2    |
| 툴루즈 (임대)   | 2017–18   | 29   | 8    | 1    | 0    | 3       | 2       | 2    | 1    | 35   | 11   |
| 경력 합계       | 경력 합계 | 293  | 75   | 8    | 2    | 17      | 3       | 15   | 1    | 333  | 81   |

## 수상
레스터 시티
- 리그 1: 2008–09

리즈 유나이티드
- 리그 1 준우승: 2009–10

생테티엔
- 쿠프 드 라 리그: 2012-13

### 국가대표팀
코트디부아르
- 아프리카 네이션스컵: 2015

### 개인
- 리즈 유나이티드 팬 선정 올해의 선수 - 2010–11[6]
- 리즈 유나이티드 올해의 선수 – 2010–11[6][73]

## 같이 보기
- A매치 100경기 이상 출전한 축구 선수 명단